# School Killer
School Killer en España o  El asesino de la escuela en Argentina, es una película de terror española de 2001, dirigida por Carlos Gil y protagonizada entre otros por Paul Naschy, Carlos Fuentes, Zoe Berriatúa y Manuela Velasco.

## Sinopsis
A finales de 1973, un grupo de alumnos del colegio internacional Monte Alto decidieron celebrar una fiesta en las antiguas instalaciones del colegio, cerradas al finalizar el curso anterior por deterioro del edificio. No tuvieron problemas para acceder al viejo colegio y la fiesta empezó según lo previsto, pero la diversión no duró mucho, un extraño vigilante contratado por la dirección para evitar la ocupación del edificio decidió divertirse un poco a costa de los jóvenes y la fiesta acabó en masacre. El vigilante nunca fue encontrado por la policía. Veintisiete años después, otros seis jóvenes eligen el abandonado edificio para pasar un fin de semana, todos ignoran lo que ocurrió allí y el secreto que se esconde tras las paredes del edificio.... todos excepto uno.

## Elenco
- Paul Naschy como el vigilante de la escuela.
- Carlos Fuentes como Ramón.
- Zoe Berriatúa como Jordi.
- Olivia Molina como  María.
- Carmen Morales como Sandra.
- Elena Candorcio como Pam.
- Kwenya Carreira como Larry.
- Antonio Arenas como Alex (joven).
- Sergi Mateu como Alex (adulto).
- Itziar Miranda como Rosa.
- Manuela Velasco como Patricia.
- Aitor Beltrán como Marcos.
- Antonio Hueso como Lucas.
- Ana Vega como Laura.

## Curiosidades
- La película se estrenó en cines el 29 de junio de 2001 y en formato DVD el 23 de enero de 2002.
- La banda metal Sôber hace la banda sonora.
- En  el reparto figura Manuela Velasco, la actriz, periodista y protagonista de la película REC. En esta ocasión interpreta a una joven que es asesinada y luego se aparece como un fantasma.
- La película fue rodada en una vieja construcción conocida como "Hospital de Tablada" o "Sanatorio de Tablada", que nunca se abrió. La propiedad está situada en el término municipal de Guadarrama (Madrid) cerca del Alto del León.[3]